# Hemiteles lundensis
Hemiteles lundensis là một loài tò vò trong họ Ichneumonidae.